# La Paz (Córdova)

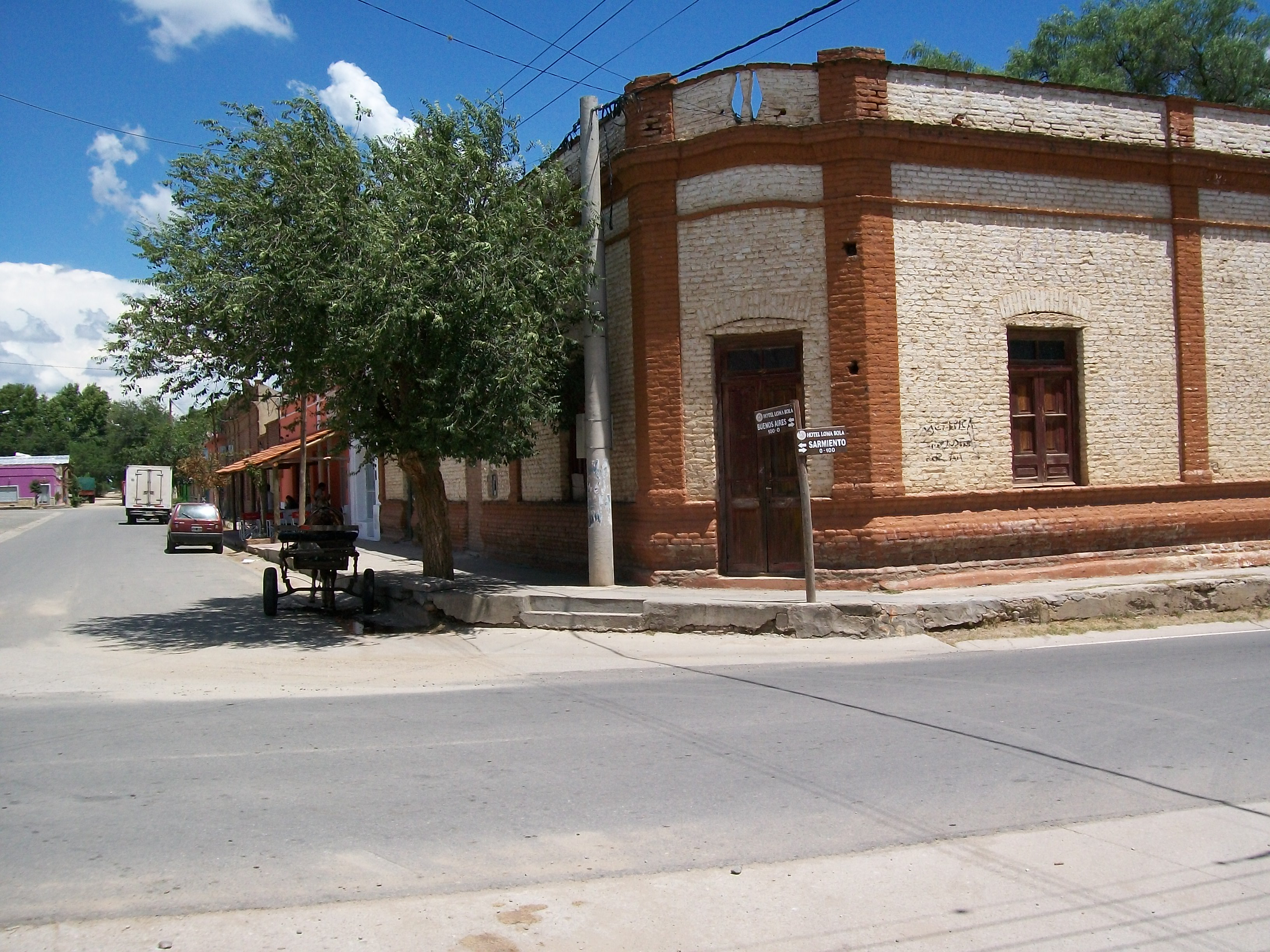
La Paz, departamento de San Javier, Traslasierra, Córdoba, Argentina

La Paz é um município da província de Córdova, na Argentina.